# Rissa (ordinamento italiano)
Nel diritto penale italiano la rissa è il delitto previsto dall'art. 588 del codice. Secondo la Cassazione penale la condotta di rissa consiste nel prendere parte a una lite violenta degenerabile in uno scontro fisico tra più soggetti, la quale in genere è suscettibile di estendersi ad altre persone e anche per questo rappresenta un pericolo per l'incolumità pubblica.

## Elemento oggettivo del reato e sanzione
Secondo l'articolo del codice «Chiunque partecipa a una rissa è punito con la multa fino a 2000 euro. Se nella rissa taluno rimane ucciso, o riporta lesione personale, la pena, per il solo fatto della partecipazione alla rissa, è della reclusione da sei mesi a sei anni. La stessa pena si applica se l'uccisione, o la lesione personale, avviene immediatamente dopo la rissa e in conseguenza di essa.»

## Tipo di reato
La rissa rientra nei delitti contro la persona. Si tratta di un reato comune, in quanto soggetto attivo del reato può essere chiunque, e plurisoggettivo, in quanto è necessaria la partecipazione di più soggetti.

### Il dibattito sul numero dei partecipanti
Al riguardo si discute in giurisprudenza e in dottrina sul numero minimo dei partecipanti alla rissa: secondo alcuni ad integrare il reato sarebbero necessarie almeno 3 persone; secondo altri sarebbero invece sufficienti 2 sole persone. Altra tesi presuppone almeno quattro agenti. Nel computo dei partecipanti deve tenersi conto anche dei soggetti non imputabili (ad esempio minori di 14 anni).
Tale tipologia di illecito rientra nella categoria dei reati aggravati dall'evento. Il legislatore, infatti, prevede un'aggravante qualora si verifichi un evento determinato.

## Elemento soggettivo del reato
Per la consumazione di tale reato è previsto il dolo generico, consiste nella coscienza e volontà da parte dell'agente, di partecipare alla mischia.
Si tratta di una figura di reato di pericolo rispetto al bene giuridico dell'incolumità individuale, mentre la tutela dell'ordine pubblico è una conseguenza indiretta ma non meno importante: infatti la Cassazione, sez. V, nel 1988 con una sentenza ha affermato che per la tutela dell'incolumità pubblica non è necessario lo svolgimento del fatto criminoso in un luogo pubblico o aperto ad esso.
Il problema sorge quando il nomen iuris della "partecipazione" si debba intendere come "tipizzato", quando invero è affidato alla giurisprudenza il compito di precisare gli estremi del fatto punibile, cioè su che basi sta la partecipazione al delitto di rissa, con la conseguente pena equivalente.
Una sorta di virale estensione a chi "partecipa" anche non attivamente e senza impedire l'evento o senza darne avviso all'autorità giudiziaria porta così nel dubbio interpretativo della connivenza laddove la sola partecipazione costituisce il crimine stesso della rissa.
Più soggetti in contesa violenta non evidenziano gli estremi del reato di rissa: è necessario pertanto il fine di ledere richiesto dal senso comune del termine di partecipazione.
Il dolo anche generico della lesione, se quindi svolta e stabilita unanimemente da più soggetti riuniti, è la chiave di volta per differenziare la rissa da aggressione, percosse e lesioni i quali estremi richiedono a loro volta elementi soggettivi e psicologici diversi. (cfr. artt. 581 e 582).
Il problema interpretativo è dunque incentrato sulla divergenza tra chi sostiene il dolo generico e chi invece, sì il dolo generico, ma "obiettivo", cioè il solo fatto della partecipazione integra una consapevolezza e una rappresentazione, ergo comprensione, di partecipare alla rissa con volontà e cognizione, portando l'art. su di un piano di "reato di mera condotta" con annessa "condizione obiettiva di punibilità": infatti al comma due dell'art. 588 c.p. dice espressamente "la pena per il SOLO fatto della partecipazione alla rissa".
Il "solo fatto della partecipazione" è un oggettivo campanello d'allarme che ci avvisa di uno spostamento quindi dalla rappresentazione (presupposto del dolo che esclude l'oggettivismo della norma) alla sola "presenza fisica" durante la rissa così da rischiare di accusare ingiustamente molte più persone di quelle realmente coinvolte nel reato.
La partecipazione in latino significa "partem capere" -"prendere parte" e quindi è indirettamente necessaria l'attività materiale e o psicologica. Di qui la necessità del dolo dell'attività materiale altrimenti si ritornerebbe nella fattispecie di aggressione e legittima difesa.
Esiste tuttavia un caso molto residuale di legittima difesa: poiché è richiesto il dolo,[ di cui devono far parte la rappresentazione del fatto (accettazione degli estremi del delitto, cioè rendersi conto che da quell'azione ne conseguirà un risultato ben determinato: determinazione quindi intesa come punto di connessione con la volizione, cioè di voler quella conseguenza), volizione (comportamento idoneo a portare a termine la condotta criminosa da cui gli eventi sono una conseguenza indiretta: le lesioni e le percosse sono già integrate nella fattispecie delittuosa qui presente)] può capitare per esempio che l'accettazione di iniziare una rissa sfoci nella sventurata e imprevedibile circostanza che l'altro gruppo abbia tirato fuori delle armi cagionando così uno squilibrio nella contesa integrando i gesti del gruppo che subisce tale aggressione più importante, anche avendo iniziato magari l'aggressione per primi, nella legittima difesa togliendo qualsiasi responsabilità penale del gruppo: la rappresentazione è stata alterata da un mutamento dei fatti portando i soggetti a trovarsi nello stato di necessità (come causa di giustificazione in questa sede) di difendere la propria o altrui incolumità. (la sproporzione e l'assoluta imprevedibilità sono termini utilizzati dalla Cassazione, Sez. V, nella sentenza n. 4402 9.10.2008: "offesa più grave di quella accettata" ne costituisce la "novazione" della situazione criminosa determinandone "l'ingiustizia".).
Anche laddove il gruppo in contesa violenta dovesse desistere volontariamente dalla rissa se l'altro gruppo dovesse aggredirli nuovamente è automatica la limitazione del gruppo desistente in un contegno meramente difensivo.
Da qui ne discende l'inevitabile giudizio sul tentativo (art. 56 c.p.): alcuni si sono posti il problema della configurabilità del tentativo; però la situazione si risolve piuttosto agilmente dicendo che essendo un reato di condotta, tipica, dove già di per sé è richiesto il dolo generico, il tentativo deve essere ricercato nei reati d'evento di cui la condotta costituisce una "tappa" necessaria per l'esecuzione del delitto.
Non si può pertanto pensare che si possa punire un soggetto di tentata rissa per il solo "pensiero" di partecipare alla rissa, senza realmente partecipare.
Pur in presenza di due gruppi, coscienti e accettanti le condizioni della rissa, ancora allo stadio delle minacce verbali, e inequivocabilmente diretti a malmenarsi, dimostrato dall'avvicinarsi vicendevole e repentino, se questi dovessero essere interrotti da un gruppo di polizia armato, antisommossa, giunto a conoscenza della situazione di tensione, non si può configurare la rissa sulla sola intenzione partecipare alla rissa, punendoli così di tentativo di rissa, (poiché la condotta deve integrare azioni materiali per essere tale) perciò verranno imputati di "tentativo di aggressione" o di "tentativo di percosse e lesioni" (che in un fascicolo sarebbero elencati nel seguente modo: "Titolo di reato: 56, 581, 582 c.p."), per il semplice fatto che non è assolutamente prevedibile né conoscibile ex ante né provabile la volontà di partecipare alla rissa piuttosto che una semplice lesione, da cui discenderanno le considerazioni sulla lesione per quanto riguarda la "gravità" delle lesioni stesse.

### Incompatibilità con il diritto alla legittima difesa
Una consolidata giurisprudenza ritiene non compatibili il diritto alla legittima difesa, il reato di rissa o l'ipotesi di sfida in genere, poiché la situazione di pericolo e la conseguente necessità di difesa non sono inevitabili, ma al contrario causata da una libera volontà aggressiva di entrambe le parti.

## Testi normativi
- Codice Penale